# فرانك غالاغير (سياسي)
فرانك غالاغير (بالإنجليزية: Frank Gallagher)‏ هو سياسي أمريكي، ولد في 28 أبريل 1870، وتوفي في 10 يونيو 1932. حزبياً، نشط في الحزب الديمقراطي. وقد انتخب عضو جمعية ولاية نيويورك وانتخب عضو مجلس ولاية نيويورك.